# Titan Television

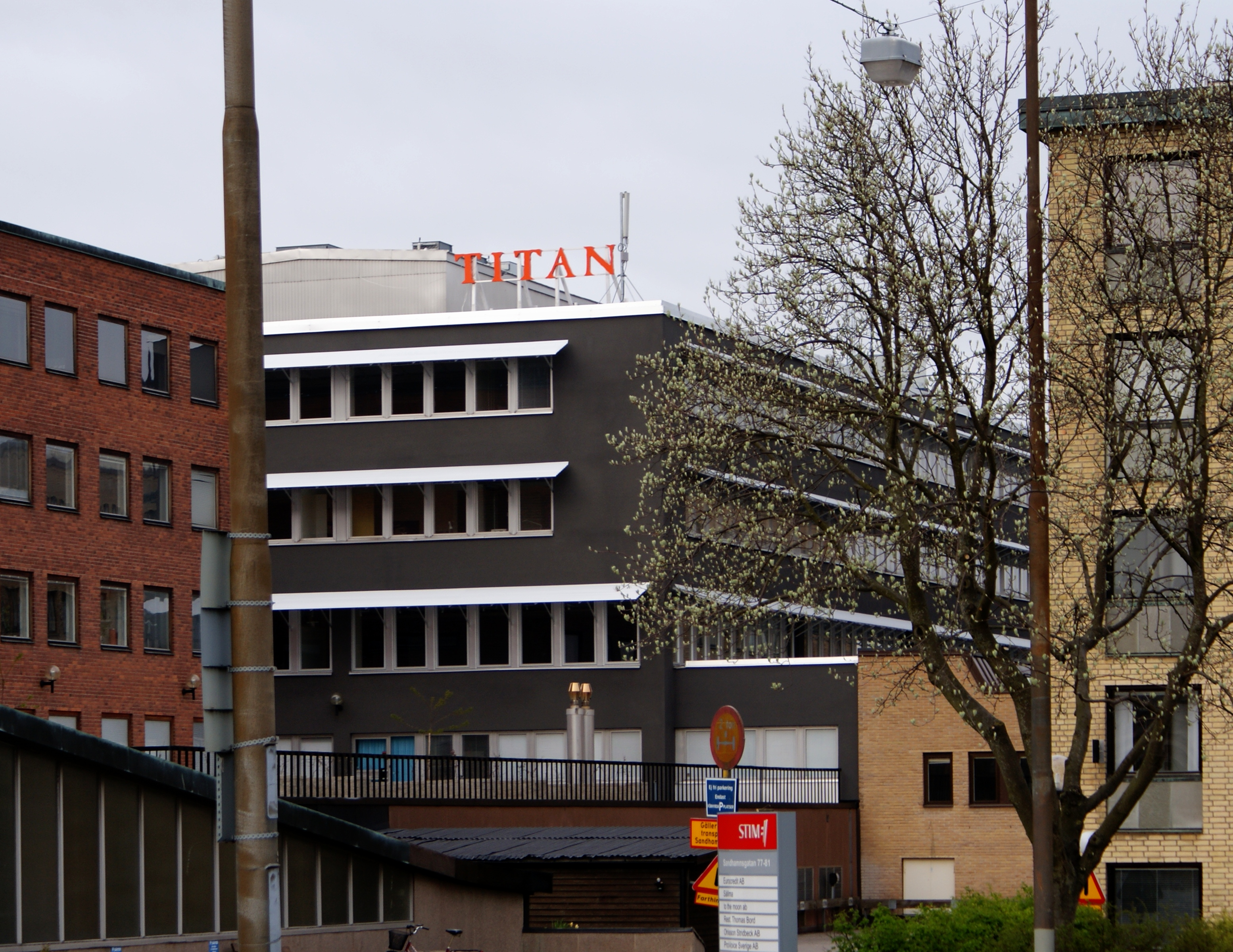
Lokaler på Gärdet i Stockholm.

Titan Television är ett svenskt TV-produktionsbolag, grundat 1996 av Anette Beijer och Thomas Hedberg.
Efter att i flera år ha varit ägt av grundarna, köptes Titan 2011 av mediekoncernen Northern Alliance Group (NAG), ägt av finländska investmentbolaget Capman. Där ingick även produktionsbolaget Baluba. Senare samma år bytte NAG namn till Nice Entertainment Group. År 2013 köptes Nice i sin tur av MTG Studios. I september 2018 meddelade Nordic Entertainment Group (tidigare MTG) att Titan skulle läggas ner.
Titan har producerat flera underhållningsprogram för olika kanaler, däribland Silikon (TV3), Frivolt/Bitch (TV4), Nannyjouren (TV3), TV3 Dokumentär (TV3), Dolce Vita (Kanal 5), Du är vad du äter (TV3), Outsiders (Kanal 5) och Bartenderskolan (TV3). Även dokumentärer har produrerats för TV4. Bland Titans livsstilsproduktioner finns bland annat Äntligen trädgård (TV4), Leilas mat (TV4 Plus), Bazar (TV4 Plus), Mera motor (TV4 Plus) och Jakt & fiske (TV4 Plus). Sedan 2015 görs även det historiska byggnadsvårdsprogrammet Det sitter i väggarna för Sveriges Television.

## Produktioner i urval
- Den stora matresan
- Outsiders
- Adam Live
- Gum Ball
- Sjukhuset
- Du är vad du äter
- Bukowskis
- Luftens hjältar
- Bachelorette
- Förkväll
- Bartenderskolan
- Vad blir det för mat
- My Camp Rock
- Teatersupén
- Tinas Trädgård
- Stockholm-Arlanda
- Maskeraden
- Tonårsliv
- Kvällsmat
- Nytt läge
- Närbild
- Det sitter i väggarna